# Carl Edvard Gyldenstolpe
Carl Edvard Gyldenstolpe, född 7 augusti 1770 i Åbo, död 11 april 1831 i Helsingfors, var en finländsk friherre och ämbetsman.

## Biografi
Gyldenstolpe blev student vid Åbo akademi 1786, inskrevs vid Åbo hovrätt 1788 samt utnämndes 1798 till assessor och 1809 till hovrättsråd där. År 1797 deltog han i stiftandet av Finska hushållningssällskapet. År 1808 deltog han som en av Åbo läns adels representanters uppträdande i fråga om utseende av deputerade till Sankt Petersburg. Vid Borgå lantdag var han en av ridderskapets och adelns främsta medlemmar och utsågs bland annat till ledamot av finansutskottet, vilket ägde utarbeta förslag till ordnande av Finlands mynt- och penningväsen. 
Det mest utmärkande för Gyldenstolpe som lantdagsman var hans bestämda, av stor juridisk skärpa understödda yrkanden på bevarandet i alla lämpliga delar av Finlands från Sverige ärvda samhällsordning. Samtidigt var han av tsar Alexander I kallad till ledamot av den kommitté, som utarbetade förslag till organiserande av Finlands framtida styrelse. År 1809 utnämndes han efter förslag av samtliga stånd till ledamot av den nya regeringskonseljens justitiedepartement, 1817–1822 innehade han det viktiga prokuratorsämbetet, varefter han 1822–1831 var vice ordförande i senatens justitiedepartement. År 1827 upphöjdes han i friherrligt stånd och vid hans död sades att "en av Finlands stolpar fallit".